# Sembra directa
La sembra directa és una tècnica de conreu, inclosa en el grup anomenat agricultura de conservació, basada en la sembra de qualsevol tipus de llavor (normalment, cereals o lleguminoses), sobre un terreny no treballat (o llaurat) des de la recol·lecció del cultiu anterior. És un sistema al qual dona suport l'Organització de les Nacions Unides per a l'Agricultura i l'Alimentació (FAO).
Aquesta tècnica es va començar a desenvolupar a Amèrica durant la dècada dels anys 40, per a solucionar el problema que representava el fet que els mètodes europeus no s'adaptaven a les condicions de clima i sòl americans, ja que l'aplicació d'aquests sistemes europeus comportaven, en algunes zones, que el sòl s'erosionés.
El fet de no llaurar el sòl, no inferir-li cap acció mecànica, comporta principalment els següents beneficis:
1. Conservar millor la humitat
2. Millorar el contingut de matèria orgànica
3. Millorar l'activitat microbiana
4. Redueix considerablement els danys per erosió, ja sigui per efecte del vent o l'aigua
5. En estudis recents també s'ha demostrat que els sols no conreats ajuden a la fixació de CO2. Doncs el fet de llaurar la terra fa que els CO2 contingut en el sol s'alliberi, alhora que la oxigenacio de la terra accelera la oxidacio de la meteria orgànica i, per tant, es produeix mes CO2 que acaba alliberant-se a l'atmosfera.

És una tècnica de conreu que s'adapta molt bé en zones cerealístiques amb baixa pluviometria, si bé no totes les terres "a priori" són candidates a ser conreades amb aquesta tècnica, ja que depenent del tipus de sòl els resultats poden ser molt diferents.